# 24K Magic World Tour
El 24k Magic World Tour es la tercera gira del cantante estadounidense Bruno Mars, para promocionar su álbum 24K Magic (2016). Comenzó el 28 de marzo de 2017 en el Sportpaleis de Amberes y finalizó el 31 de diciembre de 2018 en el T-Mobile Arena de Las Vegas.

## Antecedentes
El 15 de noviembre de 2016, Bruno Mars anunció una gira mundial de 86 días por Europa, América del Norte y América del Sur. Previamente dio a los fans una muestra de su enérgico espectáculo en vivo cuando se desempeñó como invitado musical en el Saturday Night Live, donde presentó su sencillo "24K Magic". El octubre de Mars también estuvo repleto de actuaciones promocionales y conciertos, incluyendo un concierto el 7 de octubre de 2016 en el Mohegan Sun Arena y una parada en los MTV Europe Music Awards 2016.
La etapa europea comenzará en Amberes, mientras que la etapa norteamericana comenzará en Las Vegas.

## Lista de canciones
2017
1. Finesse
2. 24K Magic
3. Treasure
4. Perm
5. Calling All My Lovelies
6. Chunky
7. That's What I Like
8. Straight Up & Down
9. Versace On The Floor
10. Marry You
11. Runaway Baby
12. When I Was Your Man
13. Grenade (canción)
14. Locked Out Of Heaven
15. Just the Way You Are
16. Uptown Funk
17. Too Good To Say Goodbye

2018
1. Finesse
2. 24K Magic
3. Treasure
4. Perm
5. Calling All My Lovelies
6. Chunky
7. That's What I Like
8. Versace On The Floor
9. Marry You
10. Runaway Baby
11. When I Was Your Man
12. Grenade (canción)
13. Locked Out Of Heaven
14. Just the Way You Are
15. Uptown Funk

Songs Included In The Setlist
1. Gorilla
2. Billionaire
3. Talking To The Moon

## Actos de Apertura

### Europa
- Anderson Paak (28 de marzo - 15 de junio de 2017)

### Norteamérica
- Jabbawockeez (15 y 18 de julio de 2017)
- Camila Cabello (20 de julio - 22 de agosto de 2017)
- Dua Lipa (14 de septiembre - 30 de septiembre de 2017)
- Jorja Smith (4 de octubre - 11 de noviembre de 2017)
- Bebe Rexha (31 de enero - 5 de febrero de 2018)
- Nick Jonas (2 de febrero - 5 de febrero de 2018)
- Cardi B (7 de septiembre - 27 de octubre de 2018)

### Latinoamérica
- DNCE (18 de noviembre - 7 de diciembre de 2017)

### Oceanía
- Dua Lipa (27 de febrero - 11 de marzo de 2018, 20 de marzo - 29 de marzo de 2018)[3]
- DJ Leggo My Fueggo (14 y 15 de marzo de 2018)[4]

## Fechas
| Día                      | Ciudad            | País           | Lugar                                   | Entradas vendidas / Entradas disponibles | Recaudación  |
| Europa                   | Europa            | Europa         | Europa                                  | Europa                                   | Europa       |
| ------------------------ | ----------------- | -------------- | --------------------------------------- | ---------------------------------------- | ------------ |
| 28 de marzo de 2017      | Amberes           | Bélgica        | Sportpaleis                             | 42,710 / 43,512                          | $3,156,750   |
| 29 de marzo de 2017      | Amberes           | Bélgica        | Sportpaleis                             | 42,710 / 43,512                          | $3,156,750   |
| 31 de marzo de 2017      | Lille             | Francia        | Estadio Pierre-Mauroy                   | 28,262 / 28,262                          | $1,690,680   |
| 3 de abril de 2017       | Madrid            | España         | WiZink Center                           | 15,565 / 15,565                          | $1,229,943   |
| 4 de abril de 2017       | Lisboa            | Portugal       | MEO Arena                               | 19,524 / 19,524                          | $1,113,187   |
| 7 de abril de 2017       | Barcelona         | España         | Palau Sant Jordi                        | 17,909 / 17,909                          | $1,448,830   |
| 8 de abril de 2017       | Montpellier       | Francia        | Park&Suites Arena                       | 13,192 / 13,192                          | $875,999     |
| 10 de abril de 2017      | Colonia           | Alemania       | Lanxess Arena                           | 15,916 / 15,916                          | $1,016,492   |
| 12 de abril de 2017      | Glasgow           | Reino Unido    | The SSE Hydro                           | 24,640 / 24,920                          | $1,978,040   |
| 13 de abril de 2017      | Glasgow           | Reino Unido    | The SSE Hydro                           | 24,640 / 24,920                          | $1,978,040   |
| 15 de abril de 2017      | Liverpool         | Reino Unido    | Echo Arena                              | 10,921 / 10,921                          | $915,179     |
| 18 de abril de 2017      | Londres           | Reino Unido    | The O2 Arena                            | 71,135 / 71,135                          | $6,376,770   |
| 19 de abril de 2017      | Londres           | Reino Unido    | The O2 Arena                            | 71,135 / 71,135                          | $6,376,770   |
| 21 de abril de 2017      | Londres           | Reino Unido    | The O2 Arena                            | 71,135 / 71,135                          | $6,376,770   |
| 22 de abril de 2017      | Londres           | Reino Unido    | The O2 Arena                            | 71,135 / 71,135                          | $6,376,770   |
| 24 de abril de 2017      | Birmingham        | Reino Unido    | Barclaycard Arena                       | 29,598 / 29,598                          | $2,479,958   |
| 25 de abril de 2017      | Birmingham        | Reino Unido    | Barclaycard Arena                       | 29,598 / 29,598                          | $2,479,958   |
| 27 de abril de 2017      | Nottingham        | Reino Unido    | Motorpoint Arena                        | 9,979 / 9,979                            | $868,980     |
| 29 de abril de 2017      | Dublín            | Irlanda        | 3Arena                                  | 25,464 / 25,464                          | $1,824,465   |
| 30 de abril de 2017      | Dublín            | Irlanda        | 3Arena                                  | 25,464 / 25,464                          | $1,824,465   |
| 2 de mayo de 2017        | Mánchester        | Reino Unido    | Manchester Arena                        | 33,110 / 33,604                          | $2,561,210   |
| 3 de mayo de 2017        | Mánchester        | Reino Unido    | Manchester Arena                        | 33,110 / 33,604                          | $2,561,210   |
| 5 de mayo de 2017        | Leeds             | Reino Unido    | First Direct Arena                      | 11,636 / 11,636                          | $957,285     |
| 6 de mayo de 2017        | Sheffield         | Reino Unido    | Sheffield Arena                         | 13,541 / 13,541                          | $1,166,841   |
| 9 de mayo de 2017        | Ámsterdam         | Países Bajos   | Ziggo Dome                              | 34,320 / 34,320                          | $2,568,374   |
| 10 de mayo de 2017       | Ámsterdam         | Países Bajos   | Ziggo Dome                              | 34,320 / 34,320                          | $2,568,374   |
| 12 de mayo de 2017       | Zúrich            | Suiza          | Hallenstadion                           | 13,888 / 13,888                          | $1,356,400   |
| 14 de mayo de 2017       | Múnich            | Alemania       | Olympiahalle                            | 13,005 / 13,005                          | $1,065,795   |
| 17 de mayo de 2017       | Hamburgo          | Alemania       | Barclaycard Arena                       | 13,570 / 13,930                          | $914,401     |
| 18 de mayo de 2017       | Copenhague        | Dinamarca      | Royal Arena                             | 15,771 / 15,771                          | $1,361,962   |
| 20 de mayo de 2017       | Estocolmo         | Suecia         | Ericsson Globe                          | 14,688 / 14,688                          | $939,321     |
| 22 de mayo de 2017       | Helsinki          | Finlandia      | Hartwall Areena                         | 12,980 / 12,980                          | $1,005,869   |
| 24 de mayo de 2017       | Oslo              | Noruega        | Telenor Arena                           | 22,356 / 22,356                          | $1,693,662   |
| 26 de mayo de 2017       | Berlín            | Alemania       | Mercedes-Benz Arena                     | 14,066 / 14,066                          | $1,041,406   |
| 27 de mayo de 2017       | Cracovia          | Polonia        | Tauron Arena Kraków                     | 18,528 / 18,528                          | $1,137,510   |
| 30 de mayo de 2017       | Budapest          | Hungría        | Arena Deportiva de Budapest László Papp | 13,871 / 13,871                          | $791,265     |
| 1 de junio de 2017       | Fráncfort         | Alemania       | Festhalle                               | 11,841 / 11,841                          | $1,012,542   |
| 3 de junio de 2017       | Viena             | Austria        | Wiener Stadthalle                       | 13,827 / 13,827                          | $1,022,548   |
| 5 de junio de 2017       | París             | Francia        | AccorHotels Arena                       | 33,608 / 33,608                          | $2,900,545   |
| 6 de junio de 2017       | París             | Francia        | AccorHotels Arena                       | 33,608 / 33,608                          | $2,900,545   |
| 8 de junio de 2017       | Lyon              | Francia        | Halle Tony Garnier                      | 16,235 / 16,235                          | $1,015,647   |
| 12 de junio de 2017      | Bolonia           | Italia         | Unipol Arena                            | 14,246 / 14,246                          | $850,732     |
| 14 de junio de 2017      | Ginebra           | Suiza          | Arena de Ginebra                        | 7,343 / 7,343                            | $1,291,296   |
| 15 de junio de 2017      | Milán             | Italia         | Mediolanum Forum                        | 11,172 / 11,172                          | $792,759     |
| América del Norte        |                   |                |                                         |                                          |              |
| 15 de julio de 2017      | Las Vegas         | Estados Unidos | T-Mobile Arena                          | 16,556 / 16,556                          | $1,947,649   |
| 18 de julio de 2017      | Sacramento        | Estados Unidos | Golden 1 Center                         | 15,170 / 15,170                          | $1,586,433   |
| 20 de julio de 2017      | San José          | Estados Unidos | SAP Center                              | 28,444 / 28,444                          | $3,673,031   |
| 21 de julio de 2017      | San José          | Estados Unidos | SAP Center                              | 28,444 / 28,444                          | $3,673,031   |
| 23 de julio de 2017      | Portland          | Estados Unidos | Moda Center                             | 15,417 / 15,417                          | $1,655,665   |
| 24 de julio de 2017      | Tacoma            | Estados Unidos | Tacoma Dome                             | 19,454 / 19,454                          | $1,746,589   |
| 26 de julio de 2017      | Vancouver         | Canadá         | Rogers Arena                            | 31,005 / 31,005                          | $3,430,130   |
| 27 de julio de 2017      | Vancouver         | Canadá         | Rogers Arena                            | 31,005 / 31,005                          | $3,430,130   |
| 30 de julio de 2017      | Edmonton          | Canadá         | Rogers Place                            | 29,301 / 29,301                          | $2,957,232   |
| 31 de julio de 2017      | Edmonton          | Canadá         | Rogers Place                            | 29,301 / 29,301                          | $2,957,232   |
| 2 de agosto de 2017      | Winnipeg          | Canadá         | MTS Centre                              | 12,712 / 12,712                          | $1,395,447   |
| 4 de agosto de 2017      | Fargo             | Estados Unidos | Fargodome                               | 18,489 / 18,489                          | $1,850,542   |
| 5 de agosto de 2017      | Saint Paul        | Estados Unidos | Xcel Energy Center                      | 16,350 / 16,350                          | $1,905,256   |
| 7 de agosto de 2017      | Lincoln           | Estados Unidos | Pinnacle Bank Arena                     | 14,105 / 14,105                          | $1,517,410   |
| 9 de agosto de 2017      | Kansas City       | Estados Unidos | Sprint Center                           | 15,154 / 15,154                          | $1,660,106   |
| 12 de agosto de 2017     | Auburn Hills      | Estados Unidos | The Palace of Auburn Hills              | 16,013 / 16,013                          | $1,936,194   |
| 13 de agosto de 2017     | Indianápolis      | Estados Unidos | Bankers Life Fieldhouse                 | 15,112 / 15,112                          | $1,635,885   |
| 15 de agosto de 2017     | Cleveland         | Estados Unidos | Quicken Loans Arena                     | 17,103 / 17,103                          | $1,827,568   |
| 16 de agosto de 2017     | Chicago           | Estados Unidos | United Center                           | 47,942 / 47,942                          | $6,347,950   |
| 18 de agosto de 2017     | Chicago           | Estados Unidos | United Center                           | 47,942 / 47,942                          | $6,347,950   |
| 19 de agosto de 2017     | Chicago           | Estados Unidos | United Center                           | 47,942 / 47,942                          | $6,347,950   |
| 22 de agosto de 2017     | Pittsburgh        | Estados Unidos | PPG Paints Arena                        | 15,776 / 15,776                          | $1,761,947   |
| 24 de agosto de 2017     | Quebec            | Canadá         | Centre Vidéotron                        | 15,099 / 15,099                          | $1,177,600   |
| 26 de agosto de 2017     | Toronto           | Canadá         | Air Canada Centre                       | 33,488 / 33,488                          | $3,896,146   |
| 27 de agosto de 2017     | Toronto           | Canadá         | Air Canada Centre                       | 33,488 / 33,488                          | $3,896,146   |
| 29 de agosto de 2017     | Montreal          | Canadá         | Centre Bell                             | 34,000 / 34,000                          | $3,480,770   |
| 30 de agosto de 2017     | Montreal          | Canadá         | Centre Bell                             | 34,000 / 34,000                          | $3,480,770   |
| 2 de septiembre de 2017  | Las Vegas         | Estados Unidos | The Park Theater                        | 10,505 / 10,505                          | $2,153,264   |
| 3 de septiembre de 2017  | Las Vegas         | Estados Unidos | The Park Theater                        | 10,505 / 10,505                          | $2,153,264   |
| 14 de septiembre de 2017 | Charlotte         | Estados Unidos | Spectrum Center                         | 15,931 / 15,931                          | $1,766,253   |
| 16 de septiembre de 2017 | Atlanta           | Estados Unidos | Piedmont Park                           | Festival                                 | Festival     |
| 17 de septiembre de 2017 | Memphis           | Estados Unidos | FedExForum                              | 14,815 / 14,815                          | $1,597,428   |
| 19 de septiembre de 2017 | Louisville        | Estados Unidos | KFC Yum! Center                         | 18,176 / 18,176                          | $1,911,793   |
| 20 de septiembre de 2017 | Columbus          | Estados Unidos | Value City Arena                        | 15,288 / 15,288                          | $1,718,528   |
| 22 de septiembre de 2017 | Nueva York        | Estados Unidos | Madison Square Garden                   | 31,318 / 31,318                          | $4,120,197   |
| 23 de septiembre de 2017 | Nueva York        | Estados Unidos | Madison Square Garden                   | 31,318 / 31,318                          | $4,120,197   |
| 26 de septiembre de 2017 | Newark            | Estados Unidos | Prudential Center                       | 14,625 / 14,625                          | $1,820,526   |
| 27 de septiembre de 2017 | Búfalo            | Estados Unidos | KeyBank Center                          | 15,984 / 15,984                          | $1,684,265   |
| 29 de septiembre de 2017 | Washington D. C.  | Estados Unidos | Capital One Arena                       | 31,847 / 31,847                          | $4,180,239   |
| 30 de septiembre de 2017 | Washington D. C.  | Estados Unidos | Capital One Arena                       | 31,847 / 31,847                          | $4,180,239   |
| 4 de octubre de 2017     | Brooklyn          | Estados Unidos | Barclays Center                         | 15,370 / 15,370                          | $1,898,099   |
| 5 de octubre de 2017     | Uniondale         | Estados Unidos | Nassau Veterans Memorial Coliseum       | 13,052 / 13,052                          | $1,626,154   |
| 7 de octubre de 2017     | Boston            | Estados Unidos | TD Garden                               | 28,839 / 28,839                          | $3,695,807   |
| 8 de octubre de 2017     | Boston            | Estados Unidos | TD Garden                               | 28,839 / 28,839                          | $3,695,807   |
| 10 de octubre de 2017    | Filadelfia        | Estados Unidos | Wells Fargo Center                      | 16,555 / 16,555                          | $2,086,312   |
| 12 de octubre de 2017    | Raleigh           | Estados Unidos | PNC Arena                               | 15,541 / 15,541                          | $1,819,506   |
| 14 de octubre de 2017    | Orlando           | Estados Unidos | Amway Center                            | 14,067 / 14,067                          | $1,532,415   |
| 15 de octubre de 2017    | Sunrise           | Estados Unidos | BB&T Center                             | 15,012 / 15,012                          | $1,941,593   |
| 18 de octubre de 2017    | Miami             | Estados Unidos | American Airlines Arena                 | 15,190 / 15,190                          | $2,036,300   |
| 19 de octubre de 2017    | Tampa             | Estados Unidos | Amalie Arena                            | 15,494 / 15,494                          | $1,737,059   |
| 21 de octubre de 2017    | Nueva Orleans     | Estados Unidos | Smoothie King Center                    | 15,056 / 15,056                          | $1,656,475   |
| 22 de octubre de 2017    | North Little Rock | Estados Unidos | Verizon Arena                           | 15,806 / 15,806                          | $1,573,424   |
| 24 de octubre de 2017    | Houston           | Estados Unidos | Toyota Center                           | 13,529 / 13,529                          | $1,805,759   |
| 25 de octubre de 2017    | San Antonio       | Estados Unidos | AT&T Center                             | 15,710 / 15,710                          | $1,751,972   |
| 27 de octubre de 2017    | Dallas            | Estados Unidos | American Airlines Center                | 14,879 / 14,879                          | $1,744,937   |
| 2 de noviembre de 2017   | Fresno            | Estados Unidos | Save Mart Center                        | 12,730 / 12,730                          | $1,427,143   |
| 3 de noviembre de 2017   | Oakland           | Estados Unidos | Oracle Arena                            | 15,884 / 15,884                          | $1,981,559   |
| 5 de noviembre de 2017   | Phoenix           | Estados Unidos | Talking Stick Resort Arena              | 14,764 / 14,764                          | $1,651,992   |
| 7 de noviembre de 2017   | Inglewood         | Estados Unidos | The Forum                               | 61,893 / 61,893                          | $8,420,015   |
| 8 de noviembre de 2017   | Inglewood         | Estados Unidos | The Forum                               | 61,893 / 61,893                          | $8,420,015   |
| 10 de noviembre de 2017  | Inglewood         | Estados Unidos | The Forum                               | 61,893 / 61,893                          | $8,420,015   |
| 11 de noviembre de 2017  | Inglewood         | Estados Unidos | The Forum                               | 61,893 / 61,893                          | $8,420,015   |
| América Latina           |                   |                |                                         |                                          |              |
| 18 de noviembre de 2017  | Río de Janeiro    | Brasil         | Praça da Apoteose                       | 56,846 / 56,846                          | $4,473,215   |
| 19 de noviembre de 2017  | Río de Janeiro    | Brasil         | Praça da Apoteose                       | 56,846 / 56,846                          | $4,473,215   |
| 22 de noviembre de 2017  | São Paulo         | Brasil         | Estadio Morumbi                         | 83,437 / 83,437                          | $6,763,624   |
| 23 de noviembre de 2017  | São Paulo         | Brasil         | Estadio Morumbi                         | 83,437 / 83,437                          | $6,763,624   |
| 25 de noviembre de 2017  | La Plata          | Argentina      | Estadio Ciudad de La Plata              | 49,204 / 49,204                          | $5,060,415   |
| 28 de noviembre de 2017  | Santiago          | Chile          | Estadio Nacional de Chile               | 60,648 / 60,648                          | $6,026,346   |
| 30 de noviembre de 2017  | Lima              | Perú           | Estadio Nacional del Perú               | 41,493 / 41,493                          | $4,592,487   |
| 2 de diciembre de 2017   | Quito             | Ecuador        | Estadio Olímpico Atahualpa              | 31,295 / 31,295                          | $3,563,518   |
| 5 de diciembre de 2017   | Bogotá            | Colombia       | Estadio Nemesio Camacho El Campín       | 40,468 / 40,468                          | $4,170,179   |
| 7 de diciembre de 2017   | San José          | Costa Rica     | Estadio Nacional de Costa Rica          | 38,052 / 38,052                          | $2,831,903   |
| América del Norte        |                   |                |                                         |                                          |              |
| 20 de diciembre de 2017  | National Harbor   | Estados Unidos | The Theater at MGM National Harbor      | 5,498 / 5,498                            | $1,354,000   |
| 21 de diciembre de 2017  | National Harbor   | Estados Unidos | The Theater at MGM National Harbor      | 5,498 / 5,498                            | $1,354,000   |
| 30 de diciembre de 2017  | Las Vegas         | Estados Unidos | The Park Theater                        | 10,292 / 10,292                          | $2,737,700   |
| 31 de diciembre de 2017  | Las Vegas         | Estados Unidos | The Park Theater                        | 10,292 / 10,292                          | $2,737,700   |
| 31 de enero de 2018      | Monterrey         | México         | Estadio Universitario                   | 27,553 / 35,612                          | $2,974,523   |
| 2 de febrero de 2018     | Ciudad de México  | México         | Foro Sol                                | 115,147 / 116,260                        | $8,784,453   |
| 3 de febrero de 2018     | Ciudad de México  | México         | Foro Sol                                | 115,147 / 116,260                        | $8,784,453   |
| 5 de febrero de 2018     | Guadalajara       | México         | Estadio Akron                           | 36,289 / 39,846                          | $4,037,371   |
| 14 de febrero de 2018    | Las Vegas         | Estados Unidos | The Park Theater                        | 15,450 / 15,450                          | $3,268,489   |
| 16 de febrero de 2018    | Las Vegas         | Estados Unidos | The Park Theater                        | 15,450 / 15,450                          | $3,268,489   |
| 17 de febrero de 2018    | Las Vegas         | Estados Unidos | The Park Theater                        | 15,450 / 15,450                          | $3,268,489   |
| 19 de febrero de 2018    | Las Vegas         | Estados Unidos | The Park Theater                        | 5,059 / 5,142                            | $1,086,230   |
| Oceanía                  |                   |                |                                         |                                          |              |
| 27 de febrero de 2018    | Auckland          | Nueva Zelanda  | Spark Arena                             | 48,785 / 48,785                          | $5,261,050   |
| 28 de febrero de 2018    | Auckland          | Nueva Zelanda  | Spark Arena                             | 48,785 / 48,785                          | $5,261,050   |
| 2 de marzo de 2018       | Auckland          | Nueva Zelanda  | Spark Arena                             | 48,785 / 48,785                          | $5,261,050   |
| 3 de marzo de 2018       | Auckland          | Nueva Zelanda  | Spark Arena                             | 48,785 / 48,785                          | $5,261,050   |
| 7 de marzo de 2018       | Melbourne         | Australia      | Rod Laver Arena                         | 57,842 / 57,842                          | $6,560,280   |
| 8 de marzo de 2018       | Melbourne         | Australia      | Rod Laver Arena                         | 57,842 / 57,842                          | $6,560,280   |
| 10 de marzo de 2018      | Melbourne         | Australia      | Rod Laver Arena                         | 57,842 / 57,842                          | $6,560,280   |
| 11 de marzo de 2018      | Melbourne         | Australia      | Rod Laver Arena                         | 57,842 / 57,842                          | $6,560,280   |
| 14 de marzo de 2018      | Brisbane          | Australia      | Brisbane Entertainment Centre           | 27,094 / 27,094                          | $3,058,400   |
| 15 de marzo de 2018      | Brisbane          | Australia      | Brisbane Entertainment Centre           | 27,094 / 27,094                          | $3,058,400   |
| 17 de marzo de 2018      | Sídney            | Australia      | Qudos Bank Arena                        | 88,592 / 88,592                          | $9,217,950   |
| 18 de marzo de 2018      | Sídney            | Australia      | Qudos Bank Arena                        | 88,592 / 88,592                          | $9,217,950   |
| 20 de marzo de 2018      | Sídney            | Australia      | Qudos Bank Arena                        | 88,592 / 88,592                          | $9,217,950   |
| 23 de marzo de 2018      | Sídney            | Australia      | Qudos Bank Arena                        | 88,592 / 88,592                          | $9,217,950   |
| 24 de marzo de 2018      | Sídney            | Australia      | Qudos Bank Arena                        | 88,592 / 88,592                          | $9,217,950   |
| 26 de marzo de 2018      | Adelaida          | Australia      | Adelaide Entertainment Centre           | 9,930 / 9,930                            | $1,020,470   |
| 28 de marzo de 2018      | Perth             | Australia      | Perth Arena                             | 29,434 / 29,434                          | $3,436,710   |
| 29 de marzo de 2018      | Perth             | Australia      | Perth Arena                             | 29,434 / 29,434                          | $3,436,710   |
| Asia                     |                   |                |                                         |                                          |              |
| 11 de abril de 2018      | Saitama           | Japón          | Saitama Super Arena                     | 90,672 / 90,672                          | $15,531,450  |
| 12 de abril de 2018      | Saitama           | Japón          | Saitama Super Arena                     | 90,672 / 90,672                          | $15,531,450  |
| 14 de abril de 2018      | Saitama           | Japón          | Saitama Super Arena                     | 90,672 / 90,672                          | $15,531,450  |
| 15 de abril de 2018      | Saitama           | Japón          | Saitama Super Arena                     | 90,672 / 90,672                          | $15,531,450  |
| 17 de abril de 2018      | Taipéi            | Taiwán         | Nangang Exhibition Center               | 20,020 / 20,020                          | $3,273,545   |
| 20 de abril de 2018      | Shanghái          | China          | Mercedes-Benz Arena                     | 35,564 / 35,564                          | $5,932,991   |
| 21 de abril de 2018      | Shanghái          | China          | Mercedes-Benz Arena                     | 35,564 / 35,564                          | $5,932,991   |
| 23 de abril de 2018      | Shanghái          | China          | Mercedes-Benz Arena                     | 35,564 / 35,564                          | $5,932,991   |
| 27 de abril de 2018      | Macao             | Macao          | Cotai Arena                             | 23,861 / 23,861                          | $4,131,652   |
| 28 de abril de 2018      | Macao             | Macao          | Cotai Arena                             | 23,861 / 23,861                          | $4,131,652   |
| 30 de abril de 2018      | Bangkok           | Tailandia      | IMPACT Arena                            | 21,607 / 21,607                          | $4,311,275   |
| 1 de mayo de 2018        | Bangkok           | Tailandia      | IMPACT Arena                            | 21,607 / 21,607                          | $4,311,275   |
| 3 de mayo de 2018        | Manila            | Filipinas      | Mall of Asia Arena                      | 23,890 / 23,890                          | $4,411,425   |
| 4 de mayo de 2018        | Manila            | Filipinas      | Mall of Asia Arena                      | 23,890 / 23,890                          | $4,411,425   |
| 6 de mayo de 2018        | Singapur          | Singapur       | Estadio Cubierto de Singapur            | 22,992 / 22,992                          | $4,516,851   |
| 7 de mayo de 2018        | Singapur          | Singapur       | Estadio Cubierto de Singapur            | 22,992 / 22,992                          | $4,516,851   |
| 9 de mayo de 2018        | Kuala Lumpur      | Malasia        | Axiata Arena                            | 11,065 / 11,065                          | $1,819,083   |
| 12 de mayo de 2018       | Hong Kong         | Hong Kong      | AsiaWorld Expo - Arena                  | 27,847 / 27,847                          | $4,814,281   |
| 13 de mayo de 2018       | Hong Kong         | Hong Kong      | AsiaWorld Expo - Arena                  | 27,847 / 27,847                          | $4,814,281   |
| América del Norte        |                   |                |                                         |                                          |              |
| 27 de mayo de 2018       | Napa Valley       | Estados Unidos | Napa Valley Expo                        | Festival                                 | Festival     |
| Europa                   |                   |                |                                         |                                          |              |
| 16 de junio de 2018      | Werchter          | Bélgica        | Werchter Park                           | Festival                                 | Festival     |
| 17 de junio de 2018      | Landgraaf         | Países Bajos   | Megaland                                | Festival                                 | Festival     |
| 20 de junio de 2018      | Barcelona         | España         | Estadio Olímpico Lluís Companys         |                                          |              |
| 22 de junio de 2018      | Madrid            | España         | Wanda Metropolitano                     |                                          |              |
| 24 de junio de 2018      | Lisboa            | Portugal       | Parque da Bela Vista                    | Festival                                 | Festival     |
| África                   |                   |                |                                         |                                          |              |
| 27 de junio de 2018      | Rabat             | Marruecos      | OLM Souissi                             | Festival                                 | Festival     |
| Europa                   |                   |                |                                         |                                          |              |
| 30 de junio de 2018      | Saint-Denis       | Francia        | Estadio de Francia                      |                                          |              |
| 3 de julio de 2018       | Bergen            | Noruega        | Bergenhus Festning                      |                                          |              |
| 5 de julio de 2018       | Roskilde          | Dinamarca      | Roskilde Dyrskueplads                   | Festival                                 | Festival     |
| 7 de julio de 2018       | Gdynia            | Polonia        | Gdynia-Kosakowo Airport                 | Festival                                 | Festival     |
| 10 de julio de 2018      | Glasgow           | Reino Unido    | Glasgow Green                           |                                          |              |
| 12 de julio de 2018      | Dublín            | Irlanda        | Marlay Park                             |                                          |              |
| 14 de julio de 2018      | Londres           | Reino Unido    | Hyde Park                               | Festival                                 | Festival     |
| América del Norte        |                   |                |                                         |                                          |              |
| 25 de julio de 2018      | Las Vegas         | Estados Unidos | The Park Theater                        | 15,154 / 15,450                          | $3,413,843   |
| 27 de julio de 2018      | Las Vegas         | Estados Unidos | The Park Theater                        | 15,154 / 15,450                          | $3,413,843   |
| 28 de julio de 2018      | Las Vegas         | Estados Unidos | The Park Theater                        | 15,154 / 15,450                          | $3,413,843   |
| 3 de agosto de 2018      | Chicago           | Estados Unidos | Grant Park                              | Festival                                 | Festival     |
| 7 de septiembre de 2018  | Denver            | Estados Unidos | Pepsi Center                            | 40,297 / 46,989                          | $3,814,250   |
| 8 de septiembre de 2018  | Denver            | Estados Unidos | Pepsi Center                            | 40,297 / 46,989                          | $3,814,250   |
| 11 de septiembre de 2018 | Saint Paul        | Estados Unidos | Xcel Energy Center                      | 28,608 / 31,669                          | $3,758,907   |
| 12 de septiembre de 2018 | Saint Paul        | Estados Unidos | Xcel Energy Center                      | 28,608 / 31,669                          | $3,758,907   |
| 15 de septiembre de 2018 | Detroit           | Estados Unidos | Little Caesars Arena                    | 29,275 / 29,275                          | $3,969,773   |
| 16 de septiembre de 2018 | Detroit           | Estados Unidos | Little Caesars Arena                    | 29,275 / 29,275                          | $3,969,773   |
| 19 de septiembre de 2018 | Filadelfia        | Estados Unidos | Wells Fargo Center                      | 27,880 / 27,880                          | $3,785,007   |
| 20 de septiembre de 2018 | Filadelfia        | Estados Unidos | Wells Fargo Center                      | 27,880 / 27,880                          | $3,785,007   |
| 22 de septiembre de 2018 | Toronto           | Canadá         | Air Canada Centre                       | 33,176 / 33,176                          | $4,146,958   |
| 23 de septiembre de 2018 | Toronto           | Canadá         | Air Canada Centre                       | 33,176 / 33,176                          | $4,146,958   |
| 27 de septiembre de 2018 | Boston            | Estados Unidos | TD Garden                               | 26,684 / 26,843                          | $4,126,750   |
| 28 de septiembre de 2018 | Boston            | Estados Unidos | TD Garden                               | 26,684 / 26,843                          | $4,126,750   |
| 1 de octubre de 2018     | Newark            | Estados Unidos | Prudential Center                       | 24,902 / 24,902                          | $4,072,592   |
| 2 de octubre de 2018     | Newark            | Estados Unidos | Prudential Center                       | 24,902 / 24,902                          | $4,072,592   |
| 4 de octubre de 2018     | Brooklyn          | Estados Unidos | Barclays Center                         | 29,966 / 29,966                          | $5,138,161   |
| 5 de octubre de 2018     | Brooklyn          | Estados Unidos | Barclays Center                         | 29,966 / 29,966                          | $5,138,161   |
| 7 de octubre de 2018     | Nashville         | Estados Unidos | Bridgestone Arena                       | 29,244 / 29,244                          | $4,367,352   |
| 8 de octubre de 2018     | Nashville         | Estados Unidos | Bridgestone Arena                       | 29,244 / 29,244                          | $4,367,352   |
| 11 de octubre de 2018    | Tulsa             | Estados Unidos | BOK Center                              | 26,164 / 26,164                          | $3,544,411   |
| 12 de octubre de 2018    | Tulsa             | Estados Unidos | BOK Center                              | 26,164 / 26,164                          | $3,544,411   |
| 14 de octubre de 2018    | Dallas            | Estados Unidos | American Airlines Center                | 27,933 / 29,161                          | $4,180,930   |
| 15 de octubre de 2018    | Dallas            | Estados Unidos | American Airlines Center                | 27,933 / 29,161                          | $4,180,930   |
| 20 de octubre de 2018    | Austin            | Estados Unidos | Circuito de las Américas                | Festival                                 | Festival     |
| 23 de octubre de 2018    | Los Ángeles       | Estados Unidos | Staples Center                          | 61,322 / 61,322                          | $9,113,210   |
| 24 de octubre de 2018    | Los Ángeles       | Estados Unidos | Staples Center                          | 61,322 / 61,322                          | $9,113,210   |
| 26 de octubre de 2018    | Los Ángeles       | Estados Unidos | Staples Center                          | 61,322 / 61,322                          | $9,113,210   |
| 27 de octubre de 2018    | Los Ángeles       | Estados Unidos | Staples Center                          | 61,322 / 61,322                          | $9,113,210   |
| 8 de noviembre de 2018   | Honolulu          | Estados Unidos | Estadio Aloha                           | 113,751 /113,751                         | $12,394,580  |
| 10 de noviembre de 2018  | Honolulu          | Estados Unidos | Estadio Aloha                           | 113,751 /113,751                         | $12,394,580  |
| 11 de noviembre de 2018  | Honolulu          | Estados Unidos | Estadio Aloha                           | 113,751 /113,751                         | $12,394,580  |
| 30 de diciembre de 2018  | Las Vegas         | Estados Unidos | T-Mobile Arena                          | 30,241 / 30,524                          | $5,859,567   |
| 31 de diciembre de 2018  | Las Vegas         | Estados Unidos | T-Mobile Arena                          | 30,241 / 30,524                          | $5,859,567   |
| Total                    | Total             | Total          | Total                                   | 3,258,342 / 3,274,066 (99.52%)           | $369,968,824 |

### Conciertos cancelados y reprogramados
| Día                   | Ciudad, País           | Lugar        | Motivo                                                                  |
| --------------------- | ---------------------- | ------------ | ----------------------------------------------------------------------- |
| 30 de octubre de 2017 | Denver, Estados Unidos | Pepsi Center | Severa infección sinusal. Reprogramado para el 7 de septiembre de 2018. |
| 2 de julio de 2018    | Düsseldorf, Alemania   | Esprit Arena | Problemas logísticos.                                                   |